# Radiado

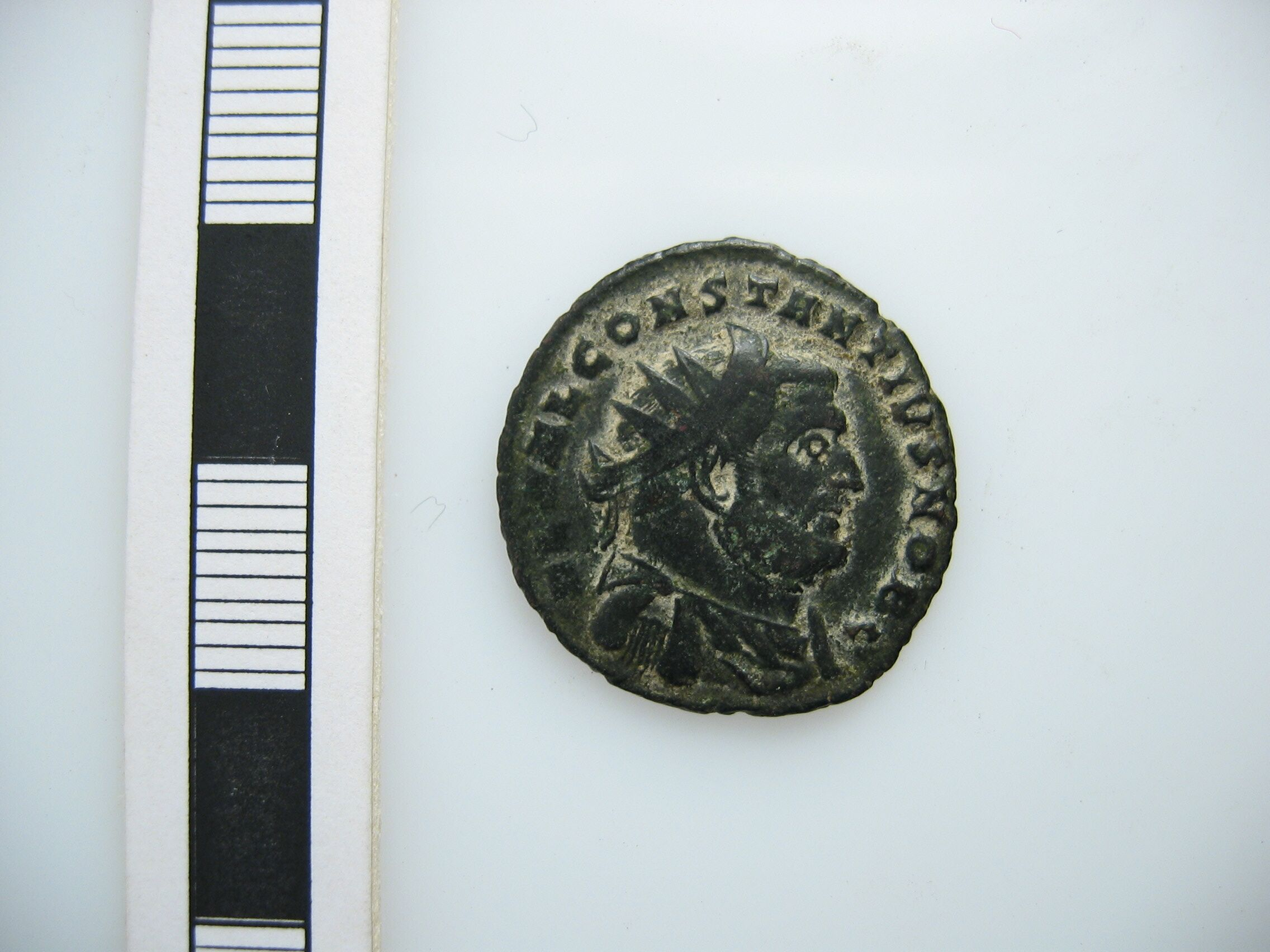
Radiado romano de aleación de cobre de Constancio I (AD 293-306), fechada el año 303. Ceca de Cartago. RIC VI, p. 427, no. 35a.

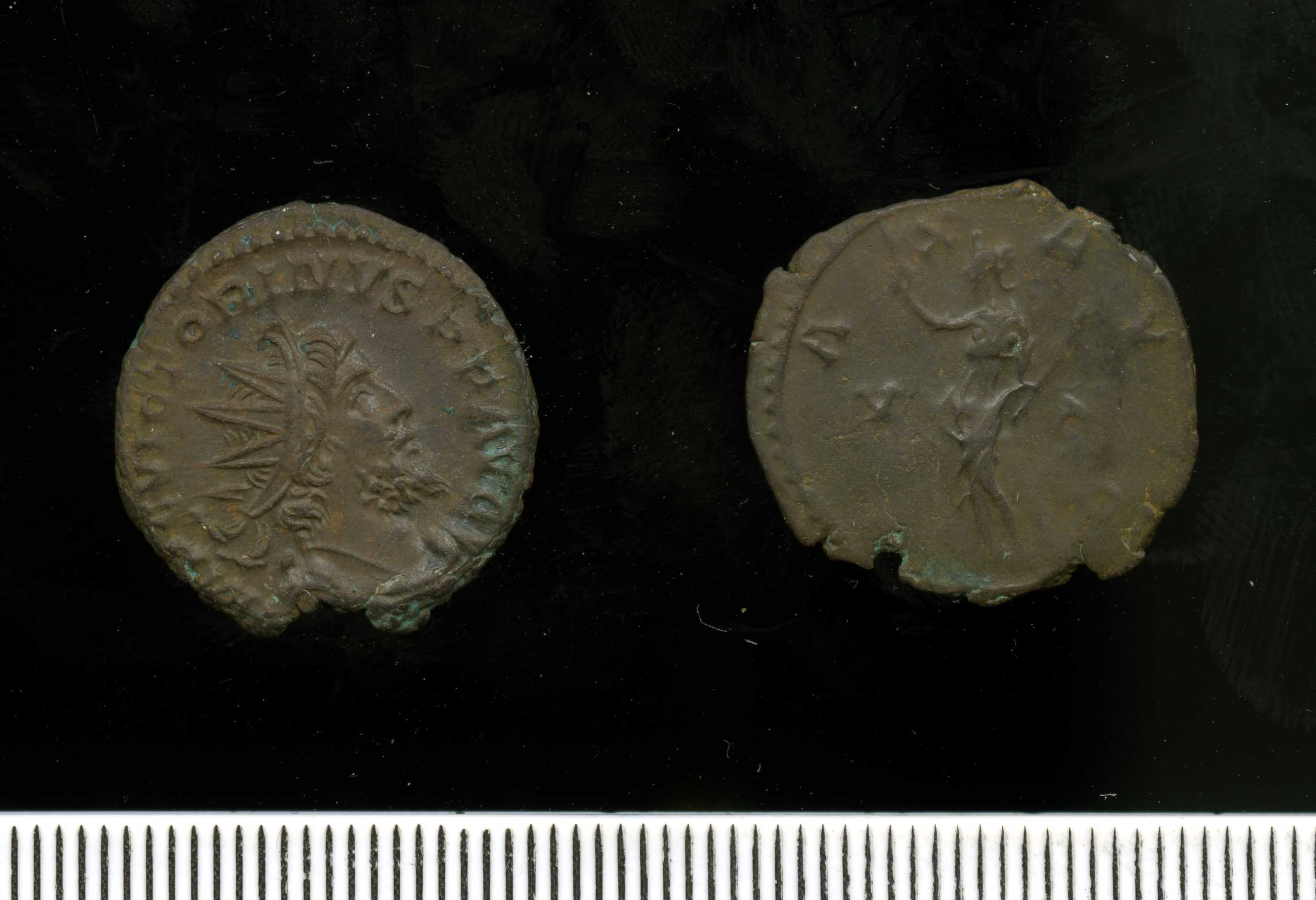
Radiado de bronce del emperador galo Victorino (269-271).

El radiado, radiate o radiado posterior a la reforma era una moneda romana emitida por  Diocleciano durante sus reformas monetarias del 293–310. Su nombre es la designación que le han asiganado los especialistas en numismática, ya que el nombre contemporáneo en latín o griego, al igual que lo que sucede con muchas monedas romanas de esta época, se desconoce.

## Características
El radiado se asemejaba mucho al Antoniniano —radiado pre-reforma—, con una corona radiada, similar a la que portaba la deidad romana, Sol Invictus. Es diferente del antoniniano por la ausencia del "XXI" que tenían los radiados pre-reforma, un símbolo que se cree indicaba que su ley era de 20 partes de bronce por una parte de plata. El radiado post-reforma contenía muy escasa cantindad, si tenía algo, de plata. 
El peso varía entre 2.23 y 3.44 gramos.
También existen radiados de Maximiano, Constancio I, y Galerio, los coemperadores de Diocleciano, con un estilo similar.